# Megaro Mousikis
Megaro Mousikis is een concertzaal gelegen aan de Leoforos Vasilissis Sofias in Athene, Griekenland.
De zaal werd in 1991 ingehuldigd met twee zalen. Sindsdien zijn er nog twee zalen bijgekomen en nu zijn het er in totaal vier: twee grote en twee kleinere. De zaal heeft optimale faciliteiten voor operavoorstellingen en elk seizoen worden er enkele opera's gepresenteerd.
Het station Megaro Mousikis van de Atheense metro ligt net buiten de hal, op lijn 3.